# Stazione di Sargans
La stazione di Sargans (in tedesco Bahnhof Sargans) è una stazione ferroviaria a servizio del comune svizzero di Sargans sulla linea Coira-Rorschach e sulla linea Ziegelbrücke-Sargans.

## Storia
La stazione fu attivata il 1º luglio 1858, in occasione dell'apertura della tratta Coira-Rheineck della ferrovia Coira-Rorschach.

## Strutture e impianti
La stazione, che è una Keilbahnhof (ovvero una stazione situata tra due fasci di binari che si uniscono), dispone di 6 binari, di cui uno dotato di marciapiede, per il servizio passeggeri. È dotata di un fabbricato viaggiatori, di 4 banchine laterali ed 1 banchina ad isola.

## Movimento
La stazione è servita da treni a cadenza oraria sulla relazione Rapperswil - Sargans via San Gallo (linea S4 della rete celere di San Gallo), a cadenza semioraria per Coira (linea S12 della rete celere di Coira) ed a cadenza oraria per Rapperswil via Uznach (linea S17 della rete celere di San Gallo). Inoltre, è servita da due coppie di treni al giorno InterCityExpress (ICE 20) sulla relazione Amburgo-Altona - Coira, 4 coppie di treni al giorno Railjet Express tra Zurigo Centrale e Vienna, Budapest o Bratislava (e treni notturni Nightjet o Euronight per le analoghe destinazioni, oltre a Graz, Zagabria e Praga), una coppia di treni giornaliera EuroCity Transalpin tra Zurigo Centrale e Graz Centrale, treni a cadenza oraria InterCity (IC 3) tra Basilea FFS/Zurigo Centrale e Coira, treni a cadenza oraria InterRegio (IR 13) tra Zurigo Centrale e Coira e treni a cadenza oraria InterRegio (IR 35) tra Berna e Coira.

## Servizi
Nella stazione sono presenti:
- Biglietteria a sportello
- Biglietteria automatica
- Sala d'attesa
- Deposito bagagli con personale
- Deposito bagagli automatico
- Ufficio oggetti smarriti
- Ufficio informazioni turistiche
- Supermercato
- Negozi

Sono inoltre presenti parcheggi di interscambio e punti di noleggio per automobili e biciclette.

## Interscambi
- Fermata autobus (Sargans, Bahnhof)[8]